# Lampanyctus vadulus
Lampanyctus vadulus is een straalvinnige vissensoort uit de familie van lantaarnvissen (Myctophidae). De wetenschappelijke naam van de soort is voor het eerst geldig gepubliceerd in 1981 door Hulley.